# Гусейнов, Рафиль Исрафил оглы
Рафиль Исрафил оглы Гусейнов (азерб. Hüseynov Rafil İsrafil oğlu; род. 14 апреля 1953, Gülgəzli, Бардинский район) — глава исполнительной власти Агджабединского района Азербайджана.

## Биография
Родился 14 апреля 1953 года в с. Гюльгязли Бардинского района. В 1976 году окончил факультет журналистики Азербайджанского государственного университета. В 1980 году окончил Высшую школу комсомола при Центральном Комитете ВЛКСМ. В 1989 году окончил факультет экономики сельскохозяйственного производства Азербайджанского государственного аграрного университета.
С августа 1969 по февраль 1977 года работал корректором, литературным работником, корреспондентом, начальником отдела редакции газеты «Kommunizm yolu» («Путь коммунизма») Бардинского района.
С февраля 1977 по август 1978 года являлся вторым секретарём Бардинского районного комитета ЛКСМ.
С июля 1980 по октябрь 1981 — инструктор-методист Центрального Комитета Азербайджанского ЛКСМ.
С октября 1981 по декабрь 1988 — первый секретарь Бардинского районного комитета ЛКСМ .
С декабря 1988 по октябрь 1990 — начальник отдела Бардинского районного комитета Коммунистической партии Азербайджана.
С октября 1990 по октябрь 1991 — заместитель председателя XDS исполнительного комитета Бардинского района.
С октября по ноябрь 1991 исполнял обязанности первого заместителя главы исполнительной власти Бардинского района.
С ноября 1991 по июль 1992 года являлся начальником Государственной налоговой инспекции Бардинского района.
С июля по декабрь 1992 года являлся первым заместителем главы исполнительной власти Бардинского района.
С декабря 1992 по сентябрь 1996 года являлся заместителем главы исполнительной власти Бардинского района, начальником управления сельского хозяйства и продовольствия исполнительной власти района.
С октября 1996 по декабрь 1998 года являлся начальником отдела Главного управления по аграрным реформам Министерства сельского хозяйства Азербайджана.
С декабря 1998 по июнь 2003 года являлся заместителем начальника, начальником управления Главного управления по аграрным реформам и развитию предпринимательства Министерства сельского хозяйства Азербайджана.
С сентября 2003 по январь 2006 года — заместитель начальника отдела по аграрным реформам и развитию предпринимательства, начальник сектора Министерства сельского хозяйства Азербайджана.
С февраля 2006 по февраль 2007 — исполнительный директор консалтинговой компании «Qara Torpaq».
С февраля по июль 2007 года — директор департамента по работе с муниципалитетами исполнительного секретариата Национальной Ассоциации городских муниципалитетов Азербайджана.
С июля по сентябрь 2007 года — главный советник, с сентября 2007 по март 2009 года — начальник сектора аналитики социально-экономического развития регионов отдела по работе с органами регионального управления и местного самоуправления Исполнительного Аппарата Президента Азербайджана.
С марта 2009 по август 2010 года — начальник сектора аналитики социально-экономического развития регионов, с августа 2010 по апрель 2012 — главный советник отдела по работе с органами регионального управления и местного самоуправления Администрации Президента Азербайджана.
Главный советник государственной службы.
Глава исполнительной власти Масаллинского района (14 апреля 2012 — 20 ноября 2019).
Глава исполнительной власти Агджабединского района (с 20 ноября 2019).

## Награды
- Медаль «За трудовое отличие»